# Polysoma lithochrysa
Polysoma lithochrysa là một loài bướm đêm thuộc họ Gracillariidae. Nó được tìm thấy ở Nam Phi, Uganda và Zimbabwe.